# Gonzalo Núñez de Lara
Gonzalo Núñez de Lara († nach 1105) war ein kastilischer Adliger und Stammvater des Hauses Lara. 
Seinem Patronym nach war Gonzalo der Sohn eines Nuño. Mutmaßungen, wonach er von der alten Grafenfamilie von Kastilien abstammte wurden bereits im 17. Jahrhundert von Luis de Salazar y Castro in dessen genealogischen Werk zum Haus Lara aufgestellt, wenngleich dafür keine schriftlichen Belege existieren. Verheiratet war Gonzalo mit einer Frau namens Goto, mit der er mehrere Kinder hatte, darunter die zwei historisch herausgetretenen Söhne:
- Pedro González de Lara († 16. Oktober 1130).
- Rodrigo González de Lara († wohl 1144).

Gonzalo war einer der engeren Gefolgsmänner des Königs Alfons VI. von León-Kastilien (1065–1109) unter dem er die zeitweilige Herrschaft (tenente) über das Alfoz de Lara um dem heutigen Lara de los Infantes (Provinz Burgos) innegehabt hatten nach der seine Familie benannt wurde. Wahrscheinlich im Auftrag Alfons’ VI. hatte Gonzalo zusammen mit García Ordoñez de Nájera im Jahr 1096 ein Heer befehligt, dass dem maurischen König von Saragossa im Kampf gegen König Peter I. von Aragón zu unterstützen. Das Taifa-Königreich von Saragossa war dem König von León-Kastilien ein tributpflichtiger und daher schützenswerter Vasall, so dass ein Angriff auf dieses folglich auch einen Angriff auf die Machtsphäre Alfons’ VI. darstellte. Das vereinte maurisch-kastilische Heer hatte in der Schlacht von Alcoraz am 18. November 1096 eine schwere Niederlage hinnehmen müssen.
Der letzte schriftliche Vermerk zu Gonzalo Núñez de Lara datiert auf den 15. Dezember 1105 in einer Urkunde der Abtei San Salvador von Oña. Sein Sterbedatum ist unbekannt.

## Weblink
- Chapter 14. LARA bei Foundation for Medieval Genealogy.ac

| Personendaten    | Personendaten         |
| ---------------- | --------------------- |
| NAME             | Gonzalo Núñez de Lara |
| KURZBESCHREIBUNG | spanischer Adliger    |
| GEBURTSDATUM     | 11. Jahrhundert       |
| STERBEDATUM      | nach 1105             |